# Krincing
Krincing is een bestuurslaag in het regentschap Magelang van de provincie Midden-Java, Indonesië. Krincing telt 6922 inwoners (volkstelling 2010).